# 淑女同萌！
《淑女同萌！》是日本暁WORKS公司在2014年3月28日發售的戀愛冒險類型成人遊戲，2014年12月19日發售Fandisc《淑女同萌！ -New Division-》。2018年1月25日發售PlayStation Vita版《淑女同萌！ -Superior Entelecheia-》，2018年11月30日發售Windows版，2019年6月27日發售PlayStation 4版。

## 外部連結
- PC日文版官方網站 （页面存档备份，存于）（日語）
- PC中文版官方網站 （页面存档备份，存于）（简体中文）
- PC英文版官方網站 （页面存档备份，存于）（英文）
- PSV/PS4版官方網站 （页面存档备份，存于）（日語）
- Fandisc日文版官方網站 （页面存档备份，存于）（日語）
- Fandisc中文版官方網站 （页面存档备份，存于）（简体中文）